# Федорчук Валерій Юрійович
Вале́рій Ю́рійович Федорчу́к (5 жовтня 1988, Нетішин, УРСР) — колишній український футболіст, центральний півзахисник.

## Клубна кар'єра

### Початок
Вихованець вінницької школи «Світанок», перший тренер — Сергій Верич. У ДЮФЛ виступав за «Ізотоп» (Кузнецовськ), «Енергетик» (Нетішин) та «Світанок» (Вінниця).
Першим професіональним клубом Федорчука став «Кривбас» (Кривий Ріг), у якому він не потрапляв до основи, зігравши лише 7 матчів за два сезони за дублюючий склад. Після того, як Федорчук перестав потрапляти навіть до дубля «Кривбаса», він перейшов до команди ФК «Вельбівно», яка виступала у чемпіонаті Рівненщини.

### «Львів»
З 2007 — гравець ФК «Львів». У сезоні 2008/09 провів 29 матчів в Прем'єр-лізі, 2 матчі у кубку України. Отримав 3 жовті картки. Забив 3 голи, в тому числі й гол у ворота донецького «Шахтаря» у першому турі. За клуб зіграв 73 матчі і забив 13 м'ячів.

### «Дніпро»
На початку 2010 року уклав 4-річний контракт з дніпропетровським «Дніпром», сума трансферу гравця склала 4,8 мільйони гривень. Перейшовши до «Дніпра», відразу ж погодився на пропозицію головного тренера криворізького «Кривбаса» Юрія Максимова приєднатися до цієї команд на умовах оренди до кінця сезону 2009—2010.
Перед початком сезону 2010—2011 повернувся до табору дніпропетровської команди, протягом його осінньої частини взяв участь у 9 матчах «Дніпра» у чемпіонаті. З урахуванням суттєвого підсилення складу «Дніпра» під час зимового міжсезоння та посилення конкуренції за місце на полі на початку 2011 року знову відданий в оренду до «Кривбаса». У криворізькому клубі провів два з половиною роки, будучи більшість часу основним півзахисником команди. Проте влітку 2013 року «Кривбас» знявся зі змагань і Валерій повернувся до «Дніпра».
12 липня 2013 року разом з одноклубниками Євгеном Бохашвілі та Младеном Бартуловичем на правах оренди до кінця року перейшов в львівські «Карпати».
Після закінчення терміну оренди у «Карпатах» Федорчук перейшов на правах оренди разом із трьома одноклубниками — Русланом Бабенком, Євгеном Бохашвілі та Олександром Кобахідзе. Дебютував за лучан 26 липня в переможному матчі проти «Іллічівця», в якому відіграв на полі 70 хвилин, та був замінений на Дмитра Козьбана.

### «Динамо»
4 лютого 2016 року офіційно став гравцем київського «Динамо».

### «Верес»
6 серпня 2017 року дебютував за рівненський «Верес».

### «Маріуполь»
13 серпня 2018 року став гравцем клубу «Маріуполь», підписавши контракт до кінця сезону.

## Виступи за збірні
У молодіжній збірній України дебютував 27 травня 2008 року у матчі проти Білорусі. Усього за молодіжну збірну зіграв 15 матчів, забив 1 гол. Був включений до заявки української «молодіжки» для участі у фінальному турнірі молодіжного чемпіонату Європи 2011 року, однак в рамках цього змагання жодного разу на поле не виходив.
Восени 2013-го потрапив до заявки національної збірної України на матч із Сан-Марино, а згодом із Францією.